# Barthélemy Louis Joseph Schérer
Barthélemy Louis Joseph Schérer, francoski general in politik, * 18. december 1747, Delle, † 19. avgust 1804, Chauny.

## Življenjepis
Schérer je sprva služil v avstrijski vojski, nato pa je leta 1775 prestopil na francosko stran. Leta 1780 je tako že pridobil čin majorja v artilerijskem polku v Strasbourgu. Leta 1785 je prestopil v nizozemsko službo in postal major v Légion de Maillebois; tu je dosegel čin podpolkovnika in se leta 1791 vrnil v francosko vojsko. Pozneje je postal poveljnik Armade Italije (1794–1795), Armade vzhodnih Pirenejev (1795) in ponovno Armade Italije (1795–1796; 1798).
Poleg tega pa je bil minister za vojno Francije (22. julij 1797 - 21. februar 1799).